# عصب فرعی
عصب فرعی یا عصب اکسسوری (به انگلیسی: Accessory nerve) عصب یازدهم جمجمه‌ای است. پاراسمپاتیک (حرکتی) از ریشه‌های جمجمه‌ای از کنار پیاز مغز تیره (بصل‌النخاع) و از ریشه‌های نخاعی از طناب نخاعی منشأ می‌گیرد شاخه درونی (اینترنال) آن به واگ و از آنجا به کام، حلق، حنجره، و احشاء سینه‌ای (توراسیک) و شاخه بیرونی (اکسترنال) آن به ماهیچه‌های جناغی ـ چنبری ـ پستانی و ذوزنقه‌ای ختم می‌شود.
این عصب، زوج یازدهم مغزی است که فقط حرکتی بوده و شامل دو قسمت است:
بخش مغزی بنام عصب فرعی جمجمه‌ای (Cranial accessory nerve)
بخش نخاعی بنام عصب فرعی نخاعی (Spinal accessory nerve)

## عملکرد
عصب فرعی جمجمه‌ای از هسته آمبیگوس در پیاز نخاع منشأ می‌گیرد و از طریق عصب واگ به عضلات داخلی حنجره و کام نرم می‌رود. عصب فرعی نخاعی از شاخ پیشین پنج قطعه (سگمان) فوقانی(C1-C5) نخاع، منشأ می‌گیرد و عضلات جناغی-چنبری-پستانی و ذوزنقه‌ای را عصب دهی می‌کند. اگرچه اعصاب فرعی نخاعی و جمجمه‌ای در یک سانتیمتر اول، غلاف سخت شامه ای مشترکی دارند ولی هیچگونه رشته‌ای بین آن دو مبادله نمی‌شود.

## نگارخانه

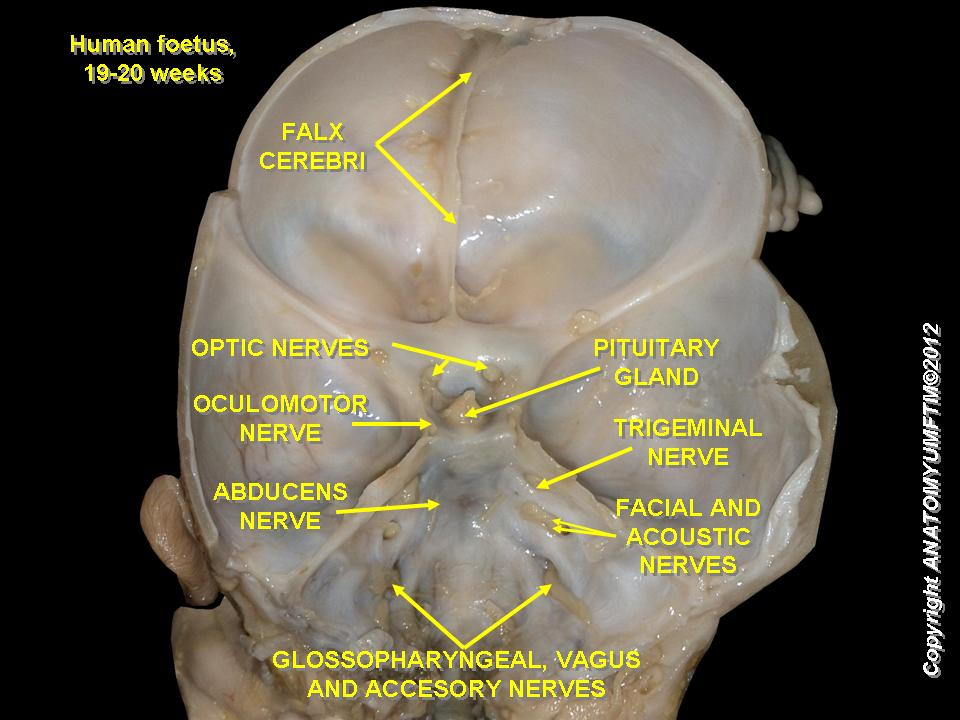
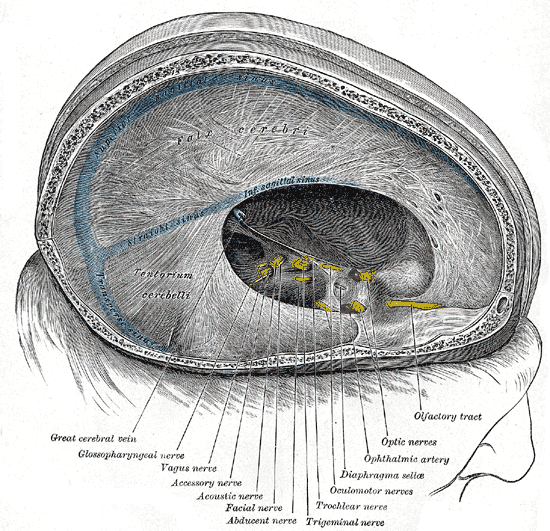
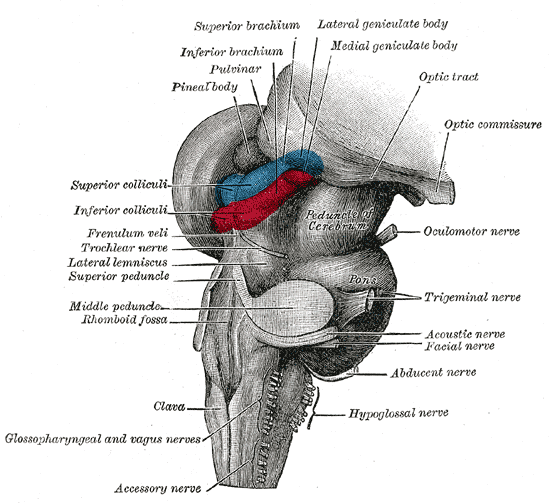
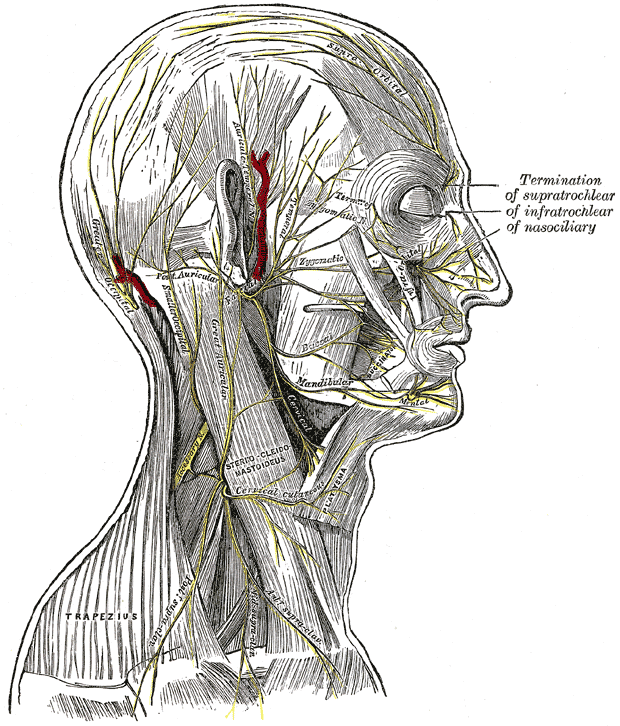
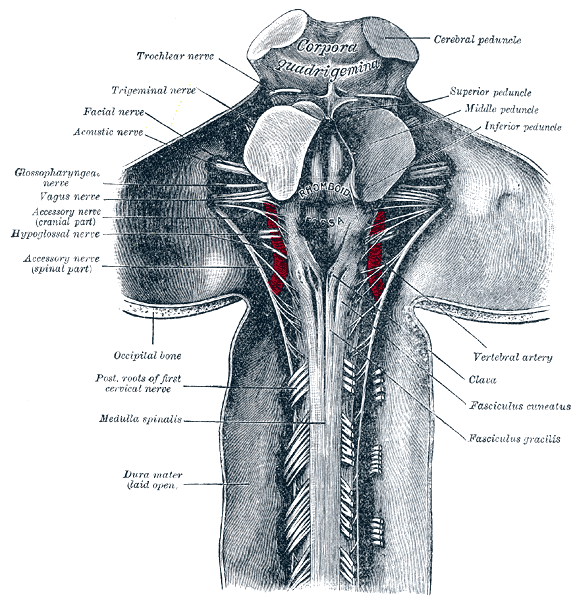
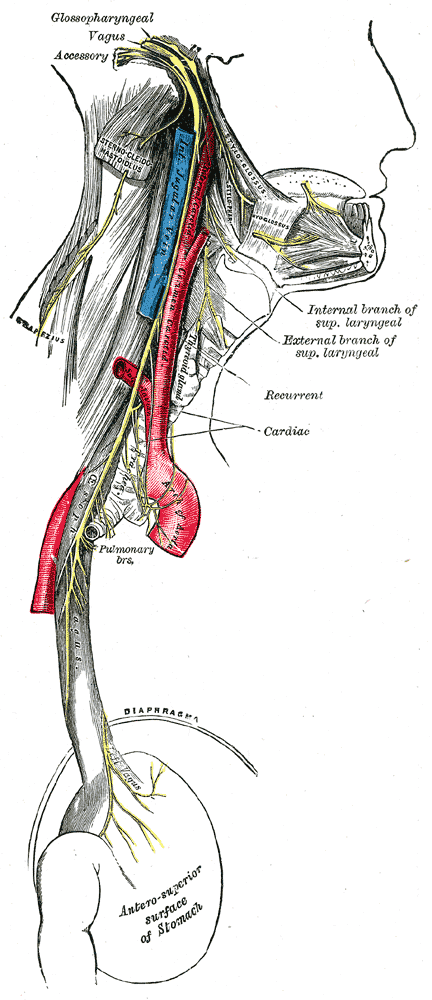
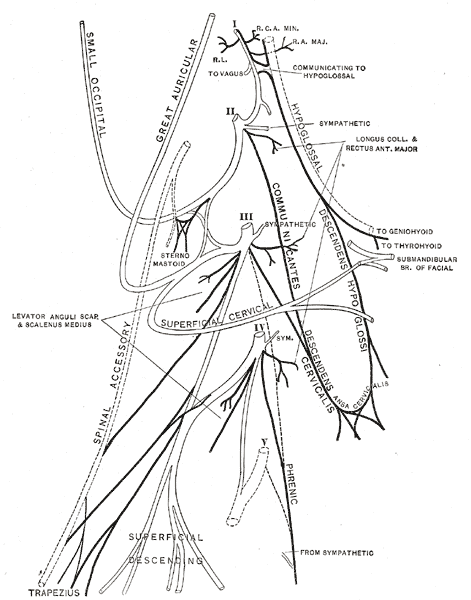
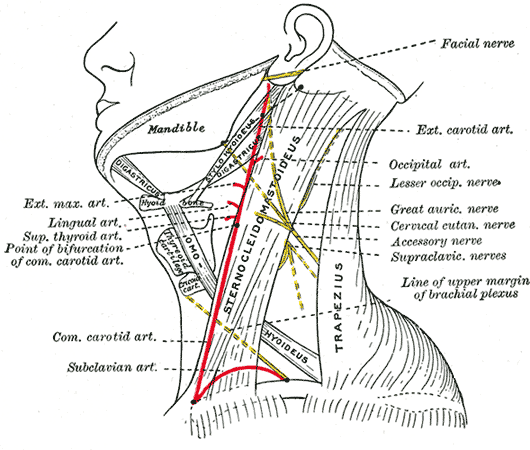
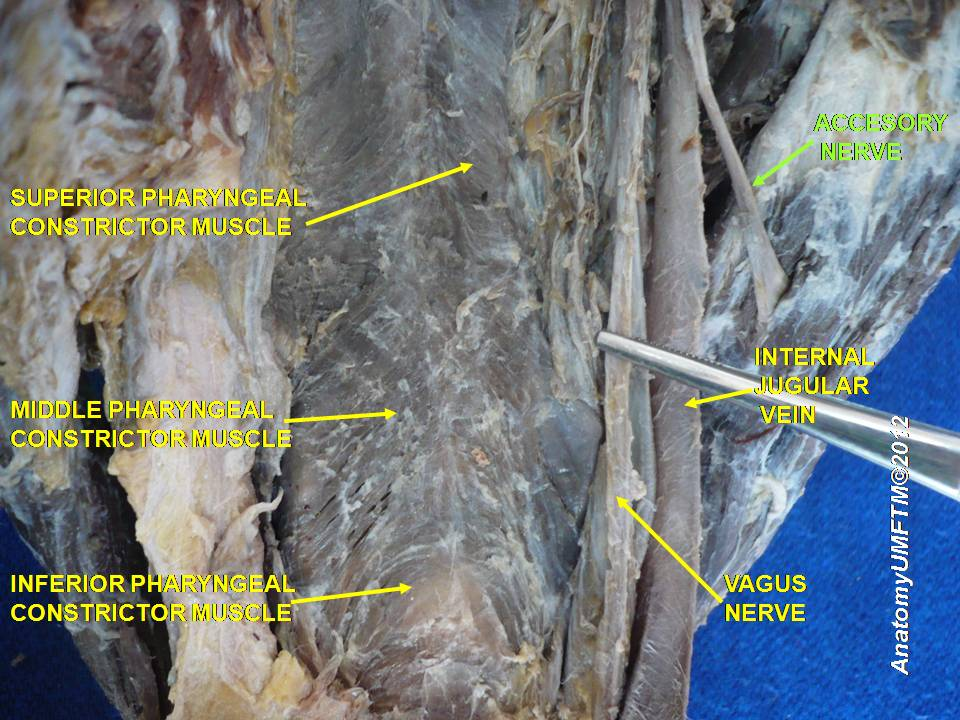